# Amalia de Schleswig-Holstein
Amalia de Schleswig-Holstein-Sonderburg-Augustemburgo (Augustemburgo, 15 de enero de 1826 - El Cairo, 3 de mayo de 1901) fue una princesa alemana de la casa de Schleswig-Holstein-Sonderburg-Augustemburgo.

## Biografía
Fue la tercera de los siete hijos habidos en el matrimonio formado por Cristián Augusto II, duque de Schleswig-Holstein-Sonderburg-Augustenborg y su esposa la condesa danesa Luisa Sofía de Danneskiold-Samsøe. Fue la segunda de las cuatro hembras fruto del matrimonio. De sus seis hermanos, solo cuatro llegarían a adultos:
- Luisa Augusta (1824-1872), murió soltera.
- Federico VIII, duque de Schleswig-Holstein-Sonderburg-Augustenburg (1829-1880)
- Cristián (1831-1917), casado con la princesa Elena del Reino Unido, hija de la reina Victoria.
- Enriqueta (1833-1917), casada morganáticamente en 1872 con el médico militar y académico, Juan Federico von Esmarch.

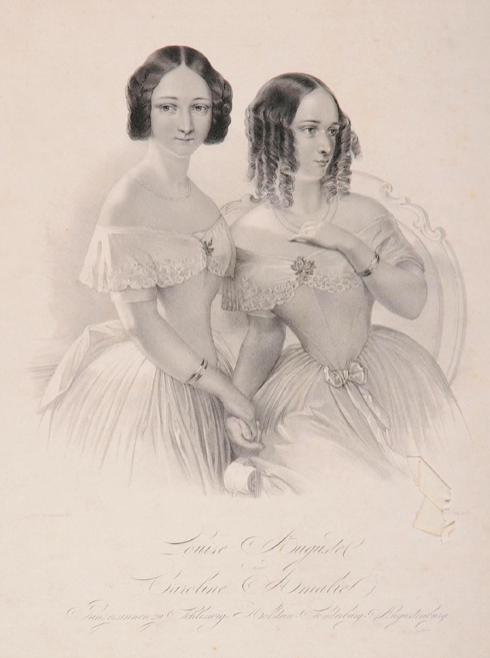
Retrato de Amalia (dcha.) junto con su hermana Luisa (izda.) por Carlos Hartmann. (c. 1840)

Tras la Guerra de Schleswig-Holstein y de acuerdo con el Tratado de Viena (1864), Dinamarca aceptó el pago de su respectiva dotación económica junto a la de otras princesas de Schleswig-Holstein.
La princesa llegaría a residir en la ciudad francesa de Pau hacia la segunda mitad de la década de 1870, participando activamente en la vida social local. Durante esta temporada en Francia la princesa se haría bastante popular, hecho especialmente relevante tras la Guerra franco-prusiana de 1870. En el invierno de 1878/1879 recibiría la visita de sus sobrinas Augusta Victoria (que sería esposa del futuro Guillermo II de Alemania) y Feodora en Pau. Durante el tiempo anterior a la boda de su sobrina con el futuro Guillermo II de Alemania realizó distintos viajes con esta, incluyendo viajes para visitar a la familia del joven príncipe Guillermo de Prusia.
Al final de su vida, su figura se vio envuelta en un escándalo ocurrido en 1901 que llegó a judicializarse en 1907. Se acusó a su criada Anne Milewsky de abuso de confianza y de robar las joyas de la princesa. El acusador fue el sobrino-nieto de esta, Ernesto Gunter II, duque de Schleswig-Holstein. Durante un viaje a Egipto de la princesa y su sirviente, Ernesto Gunter envió a su ayudante de campo para detraer a Anne Milewsky de la princesa. Tras obligar a la última a separarse de la princesa, el ayudante de campo descubrió en el equipaje de Anne Milewsky algunas joyas de Amalia. La princesa Amalia moriría al poco tiempo en Egipto y no pudo estar presente en el proceso judicial que siguió a los hechos El resultado del proceso judicial declaró probado el abuso de confianza, pero no el robo.
Nunca se casó. Fue conocida en la familia como "Tía Malio".
Murió en El Cairo en 1901.